# Ilex cristata
Ilex cristata är en järneksväxtart som beskrevs av Merrill och Perry. Ilex cristata ingår i släktet järnekar, och familjen järneksväxter. Inga underarter finns listade i Catalogue of Life.